# Baia di Mobile
La baia di Mobile è una baia nello Stato di Alabama negli Stati Uniti. L'insenatura, situata all'estuario del fiume Mobile e del fiume Tensaw nella città di Mobile, si affaccia sul golfo del Messico. Le sue appartengono prevalentemente alla contea di Mobile e in piccola parte alla contea di Baldwin.

## Descrizione
Essa è il quarto maggior estuario degli Stati Uniti con una portata di 1800 m3 di acqua al secondo. Annualmente, e spesso parecchie volte in estate, pesci e crostacei sciamano lungo le poco profonde coste e le spiagge della baia. Questo evento, chiamato "anniversario della baia di Mobile", attira gran folla a causa dell'abbondanza di pesce fresco di facile cattura. 
La baia di Mobile si estende su una superficie di 1070 km2, con una lunghezza di 50 km e una larghezza massima di 39.  I punti più profondi della baia si trovano nel canale navigabile, fino a oltre 23 metri di profondità, ma la profondità media è di 3 metri.
Questa baia è ricordata per la battaglia di Mobile Bay, che ebbe luogo il 5 agosto 1864.